# Angiopteris tonkinensis
Angiopteris tonkinensis är en kärlväxtart som först beskrevs av Bunzo Hayata, och fick sitt nu gällande namn av J.M.Camus. Angiopteris tonkinensis ingår i släktet Angiopteris och familjen Marattiaceae. Inga underarter finns listade i Catalogue of Life.